# Skoki do wody na Światowych Wojskowych Igrzyskach Sportowych 1999
Skoki do wody na 2. Światowych Wojskowych Igrzyskach Sportowych – zawody dla sportowców-żołnierzy zorganizowane przez Międzynarodową Radę Sportu Wojskowego, które odbyły się w chorwackim Zagrzebiu w sierpniu 1999 roku podczas światowych igrzysk wojskowych.

## Konkurencje
Mężczyźni
- Skoki z trampoliny: 1 m, 3 m.

Kobiety
- Skoki z trampoliny: 1 m.

## Wyniki

### Mężczyźni
| Konkurencje:                 | Złoto    | Złoto | Srebro   | Srebro | Brąz     | Brąz  |
| Konkurencje:                 | Zawodnik | Wynik | Zawodnik | Wynik  | Zawodnik | Wynik |
| Trampolina 1 m indywidualnie | · Włochy |       | · Rosja  |        | · Chiny  |       |
| Trampolina 3 m indywidualnie | · Chiny  |       | · Rosja  |        | · Chiny  |       |

### Kobiety
| Konkurencje:                 | Złoto    | Złoto | Srebro   | Srebro | Brąz     | Brąz  |
| Konkurencje:                 | Zawodnik | Wynik | Zawodnik | Wynik  | Zawodnik | Wynik |
| Trampolina 1 m indywidualnie | · Chiny  |       | · Chiny  |        | · Niemcy |       |

## Klasyfikacja medalowa
* Gospodarz zawodów został zaznaczony tym kolorem.
| Miejsce           | Reprezentacja     | Złoto | Srebro | Brąz | Razem |
| ----------------- | ----------------- | ----- | ------ | ---- | ----- |
| 1                 | Chiny             | 2     | 1      | 2    | 5     |
| 2                 | Włochy            | 1     | 0      | 0    | 1     |
| 3                 | Rosja             | 0     | 2      | 0    | 2     |
| 4                 | Niemcy            | 0     | 0      | 1    | 1     |
| Ogółem (4 państw) | Ogółem (4 państw) | 3     | 3      | 3    | 9     |